# Vespa soror
Espèce
Vespa soror est une espèce de frelons d'Asie de la famille des Vespidae.

## Description
La tête est jaune, le thorax est noir du côté de la tête et orange du côté de l’abdomen. Les deux premiers segments de l'abdomen  sont un dégradé de jaune, d’orange puis de brun, tandis que les autres segments sont noirs. Les individus de cette espèce sont de grande taille pour des frelons : un ouvrier mesure entre 26 et 39 mm, et une reine jusqu’à 46 mm.

## Répartition
Cette espèce est présente en Asie : Chine (Yunnan, Hainan, Fujian) et péninsule indochinoise.
Depuis mars 2022, la présence de cet insecte a été confirmée dans les Asturies en Espagne,.

## Comportement
Vespa soror se nourrit de nombreux insectes : abeilles,  sauterelles, cigales, papillons, libellules, mantes, araignées ou encore polistes. Très agressif, il attaque en groupe. Son nid est souterrain.